# 1992 у хокеї з шайбою
Нижче наведені хокейні події 1992 року у всьому світі.

## Головні події
На зимових Олімпійських іграх у місті Альбервіль золоті нагороди здобула збірна СНД.
На чемпіонаті світу в Празі та Братиславі золоті нагороди здобула збірна Швеції.
У фіналі кубка Стенлі «Піттсбург Пінгвінс» переміг «Чикаго Блекгокс».

## Чемпіони

- Альпенліга: «Девілс» (Мілан, Італія)

- Австрія: «Філлах»
- Болгарія: «Левскі-Спартак» (Софія)
- Велика Британія: «Дарем Васпс»
- Данія: «Гернінг»
- Італія: «Девілс» (Мілан)
- Нідерланди: «Про Бадге» (Утрехт)
- Німеччина: «Дюссельдорф»
- Норвегія: «Волеренга» (Осло)
- Польща: «Унія» (Освенцим)
- Румунія: «Стяуа» (Бухарест)
- Сербія: «Црвена Звезда» (Белград)
- Словенія: «Акроні» (Єсеніце)
- СНД: «Динамо» (Москва)
- Угорщина: «Ференцварош» (Будапешт)
- Фінляндія: «Йокеріт» (Гельсінкі)
- Франція: «Руан»
- Хорватія: «Загреб»
- Чехословаччина: «Дукла» (Тренчин)
- Швейцарія: «Берн»
- Швеція: «Мальме»

## Переможці міжнародних турнірів
- Кубок європейських чемпіонів: «Юргорден» (Стокгольм, Швеція)
- Турнір газети «Известия»: друга збірна Росії
- Кубок Шпенглера: збірна Канади
- Кубок Татр: ВСЖ (Кошиці, Чехословаччина)
- Кубок Тампере: «Динамо» (Москва, Росія)